# Рідан (Джорджія)
Рідан (англ. Redan) — переписна місцевість (CDP) в США, в окрузі Декальб штату Джорджія. Населення — 31 749 осіб (2020).

## Географія
Рідан розташований за координатами 33°44′15″ пн. ш. 84°9′36″ зх. д. / 33.73750° пн. ш. 84.16000° зх. д. (33.737554, -84.160019).  За даними Бюро перепису населення США в 2010 році переписна місцевість мала площу 25,21 км², з яких 24,89 км² — суходіл та 0,31 км² — водойми. В 2017 році площа становила 21,10 км², з яких 20,84 км² — суходіл та 0,25 км² — водойми.

## Демографія
Згідно з переписом 2010 року, у переписній місцевості мешкало 33 015 осіб у 11 957 домогосподарствах у складі 8212 родин. Густота населення становила 1310 осіб/км².  Було 13460 помешкань (534/км²).
Расовий склад населення:
| - 93,9 % — чорних або афроамериканців - 3,0 % — білих - 0,5 % — азіатів - 0,2 % — корінних американців |

До двох чи більше рас належало 1,6 %. Частка іспаномовних становила 2,4 % від усіх жителів.
За віковим діапазоном населення розподілялося таким чином: 28,5 % — особи молодші 18 років, 66,2 % — особи у віці 18—64 років, 5,3 % — особи у віці 65 років та старші. Медіана віку мешканця становила 33,3 року. На 100 осіб жіночої статі у переписній місцевості припадало 82,0 чоловіків;  на 100 жінок у віці від 18 років та старших — 74,2 чоловіків також старших 18 років.
Середній дохід на одне домашнє господарство  становив 54 710 доларів США (медіана — 46 212), а середній дохід на одну сім'ю — 61 556 доларів (медіана — 53 834). Медіана доходів становила 36 381 долар для чоловіків та 36 306 доларів для жінок. За межею бідності перебувало 14,8 % осіб, у тому числі 21,4 % дітей у віці до 18 років та 11,2 % осіб у віці 65 років та старших.
Цивільне працевлаштоване населення становило 15 635 осіб. Основні галузі зайнятості: освіта, охорона здоров'я та соціальна допомога — 25,1 %, роздрібна торгівля — 12,7 %, науковці, спеціалісти, менеджери — 11,2 %, транспорт — 10,7 %.